# Delimeđe
Delimeđe (Servisch cyrillisch Делимеђе) is een plaats in de Servische gemeente Tutin. De plaats telt 445 inwoners (2002).